# Il corriere colombiano
Il corriere colombiano è un romanzo noir dello scrittore italiano Massimo Carlotto pubblicato nel 2001.
Oltre che in Italia (Edizioni E/O), il libro è stato tradotto e pubblicato nel Regno Unito (Orion).

## Trama
Un corriere di cocaina colombiano, Guillermo Arías Cuevas, viene fermato dalla polizia dell'Aeroporto Marco Polo con un carico di droga. Il giovane, nipote della Tía, la donna a capo del cartello di Bogotá, fa arrestare come complice Nazzareno Corradi, un ex rapinatore sessantenne che però sembra non implicato nella faccenda e incarica l'avvocato Bonotto della sua difesa. Bonotto chiede aiuto all'investigatore privato Marco Buratti (detto l'Alligatore) per scagionare il suo cliente.
L'Alligatore e Rossini cominciano le indagini alla pensione Zodiaco di Jesolo, dove Corradi è stato arrestato, e al Black Baron di Eraclea, locale in cui la ragazza di Corradi, Victoria Rodriguez Gomez, ha passato la notte dell'arresto. Trovano anche il modo di far pervenire a Corradi in carcere un cellulare per tramite di una guardia carceraria corrotta. Nel frattempo una delegazione di colombiani, tra cui ci sono la Tía e Alacrán, atterra a Venezia. Il corriere viene trovato morto in carcere, e l'Alligatore, Max e Rossini cominciano un'indagine nel giro degli spacciatori di coca colombiana per cercare di scagionare il Corradi, durante la quale si incontrano con la Tía. L'indagine porta i tre sulle tracce di Bruno Celegato, un ex marinaio che tratta giri di prostituzione con il Giappone, sullo sfondo di operazioni speciali della Polizia e del Gruppo Operativo Mobile.

## Personaggi
- Marco Buratti, soprannominato l'"Alligatore": investigatore privato;
- Beniamino Rossini: contrabbandiere, rapinatore e gangster, è il "socio" di Marco Buratti;
- Max la memoria: ex dell'estrema sinistra degli anni settanta, creatore di un immenso archivio di informazioni, è il terzo "socio" di Marco Buratti e Beniamino Rossini. Non si conosce il suo vero nome;
- Guillermo Arías Cuevas: il corriere colombiano;
- Rosa Gonzales Cuevas, detta la Tía: sopravvissuta al cartello di Medellín e ora a capo di una banda di narcotrafficanti di Bogotá;
- Aurelio Uribe Barragán, detto Alacrán - Scorpione: capo dei sicari della Tía;
- Renato Bonotto: avvocato, si occupa della difesa di Nazzareno Corradi;
- Nazzareno Corradi: ex rapinatore e contrabbandiere, accusato di traffico internazionale di stupefacenti;
- Victoria Rodriguez Gomez: donna di Nazzareno Corradi;
- Bruno Celegato: ex marinaio che tratta giri di prostituzione con il Giappone.

## Edizioni
- Massimo Carlotto, Il corriere colombiano, 1ª ed., Edizioni e/o, 2001,  p. 209, ISBN 88-7641-459-2.
- Massimo Carlotto, Il corriere colombiano, 2ª ed., Edizioni e/o, 2011,  p. 144, ISBN 978-88-7641-983-6.